# Радіо Ватикану
Радіо Ватикану (лат. Statio Radiophonica Vaticana, італ. Radio Vaticana) — офіційна служба радіомовлення Ватикану.

## Історія

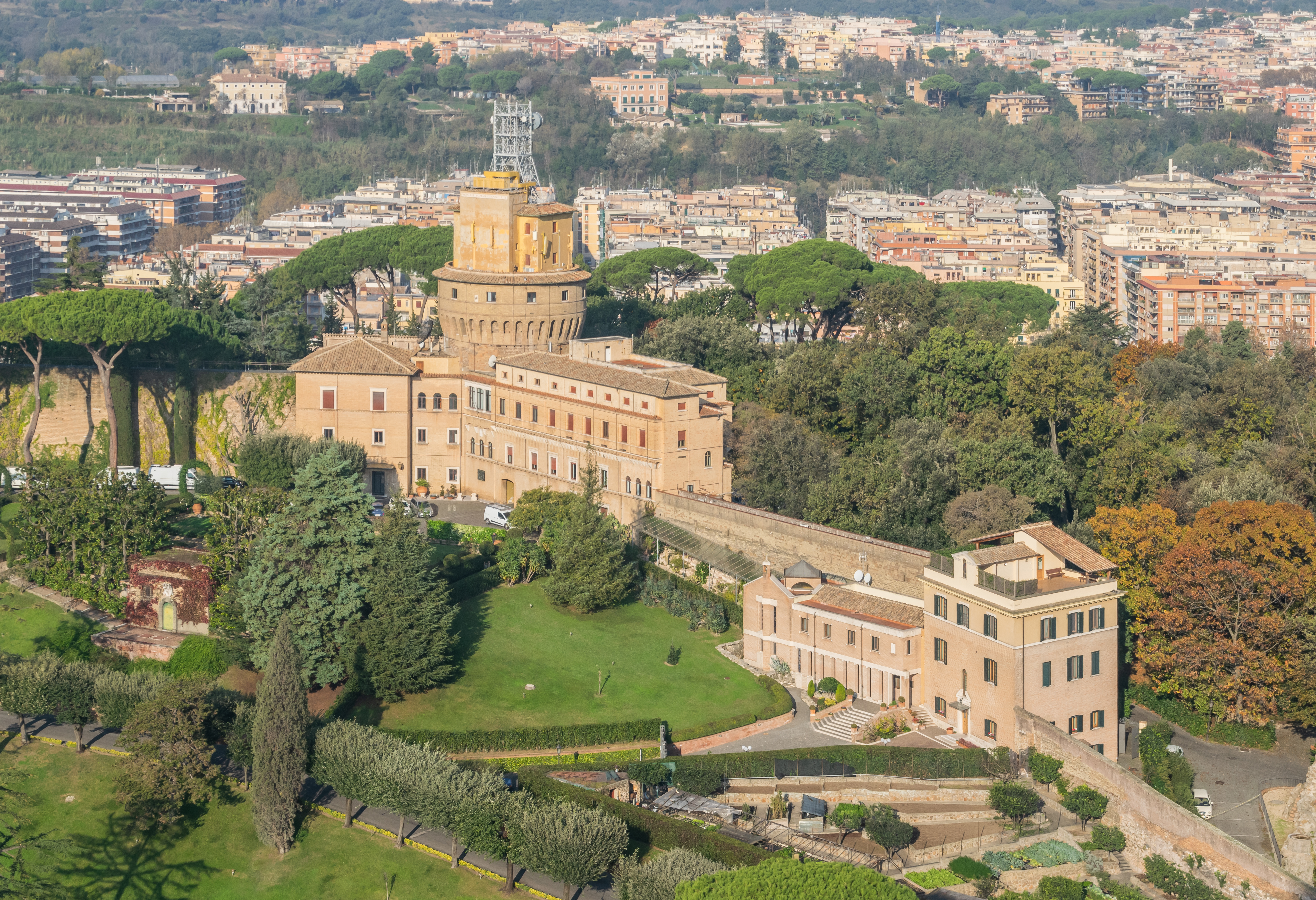
Будівля радіо зі щоглою (2018)

Незабаром після укладання Латеранських угод 1929 року Папа Римський доручив Гульєльмо Марконі організувати радіостанцію на території Ватикану, щоб поширювати вчення Католицької церкви і звертатися до католиків всіх країн.
Ватиканське радіо було урочисто відкрито 12 лютого 1931 року Пієм XI, промова якого латинською мовою транслювалася на весь світ.
Згодом Ватиканське радіо стало використовувати деякі інші мови. У 1939 році конклав, обрання та урочисте відкриття понтифікату Пія XII коментувалися в ефірі вже 9 мовами, 9-ма мовами віщання проводилось до початку Другої світової війни.
У 1940 році за рішенням Пія XII з'явився особливий відділ, покликаний поширювати через радіо оголошення і інформацію про пошук зниклих солдатів, цивільних осіб і посилати повідомлення ув'язненим від їх сімей. За шість років було передано понад 1.200.000 повідомлень за більш ніж 12.000 годин ефірного часу.
По завершенні Другої світової встановлення комуністичних режимів в країнах Східної Європи підштовхнуло до збільшення числа програм, які транслюються мовами цих країн. В 1948 році розпочалась трансляція передач на територію СРСР. 19 квітня 1949 в СРСР було прийняте рішення про протидію радіомовленню Радіо Ватикану. «Глушіння» було припинене в другій половині 1980-х років.
У 1957 році Пій XII освятив передавальний центр Санта Марія ді Галерія. Збільшилося число передач на Африку, Латинську Америку і Азію. Під час понтифікату Іоанна XXIII 3.000 годин ефірного часу 30 мовами було присвячено Другому Ватиканському Собору. На цей час передачі відбувались 30 мовами.
Папа Павло VI заохочував розвиток інформаційних та освітніх програм високої якості, що призвело до створення нового відділення радіо в приміщеннях Palazzo Pio, розташованого на початку вулиці Кончіліаціоне. У 1970 році штат Радіо Ватикану виріс до 280 осіб з 38 країн, передачі проводились 32 мовами. З Павлом VI почалася епоха закордонних поїздок, розквіт якої припав на понтифікат Іоанна Павла II. Ватиканське радіо подорожувало разом з ним, розширюючи свої горизонти і міжнародні зв'язки.
У 1990-ті роки Ватиканське радіо від традиційних коротких і середніх хвиль перейшло до супутникового мовлення з двома земними радіостанціями в Ватикані, а згодом — і до Інтернет-мовлення. Число радіостанцій, які ретранслювали передачі Радіо Ватикану на 2005 перейшло за тисячу. Великий ювілей і смерть Іоанна Павла II стали для Ватиканського радіо особливими моментами в поширенні вчення Католицької Церкви в усьому світі, а також сприяли появі нових форм співпраці з радіостанціями та інформаційними агентствами.